# Palais Pereira

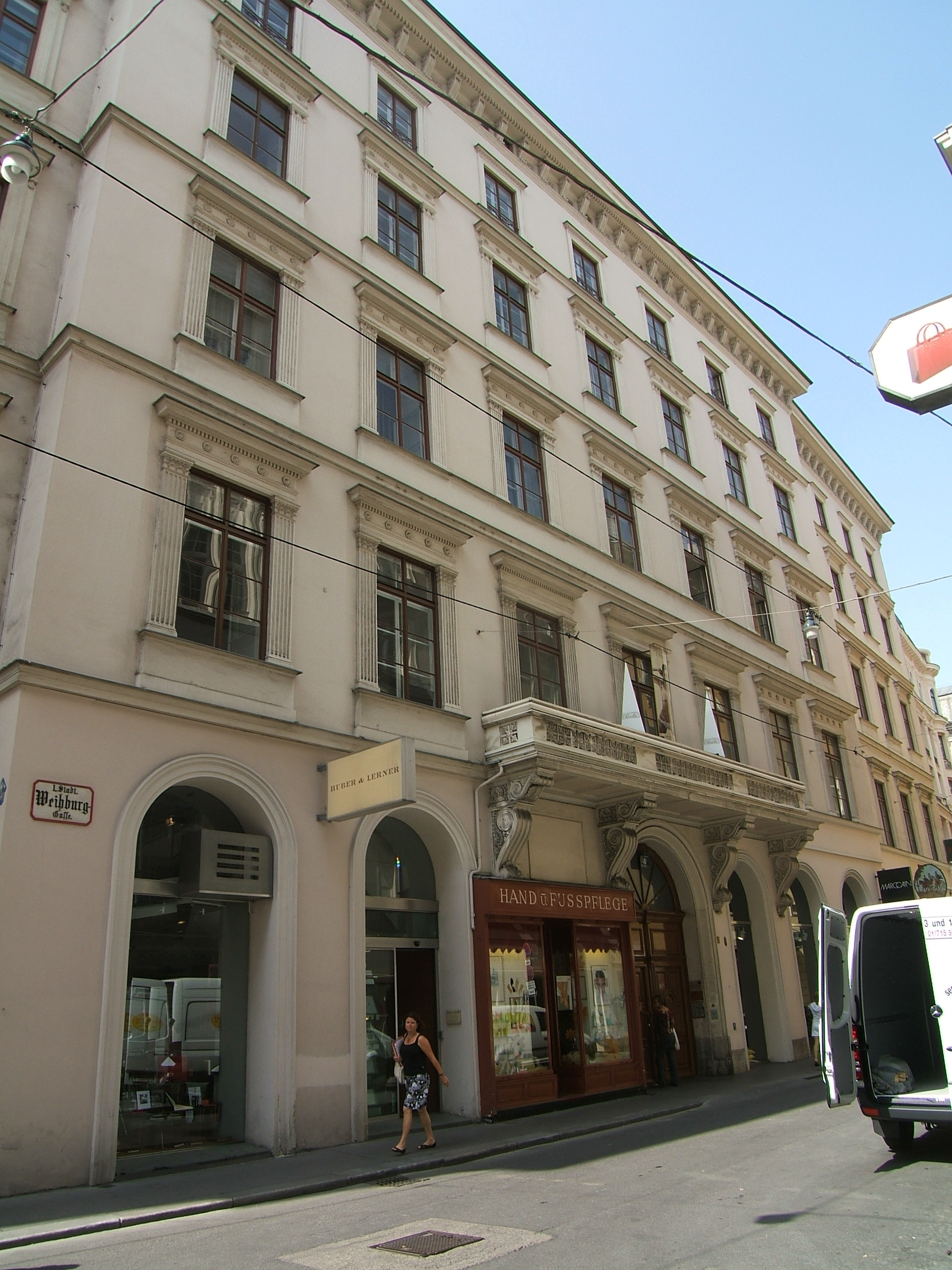
Palais Pereira in der Weihburggasse

Das Palais Pereira (auch Pereirapalais oder Palais Pereira-Arnstein genannt) ist ein in den Jahren 1841 bis 1843 erbautes spätklassizistisches Palais an der Ecke Weihburggasse / Rauhensteingasse im 1. Wiener Gemeindebezirk. Es wurde von Ludwig von Förster geplant und ist nach der adeligen Bankiersfamilie Pereira-Arnstein, die die Errichtung des Palais beauftragte und das Gebäude bis 1876 besaß, benannt. Von 1844 bis 1854 war das Haus Standort der Wiener Börse.

## Geschichte

### Stift Göttweig bis Familie Colloredo
Am Standort des späteren Palais Pereira an der Ecke Weihburggasse / Rauhensteingasse befand sich ab 1298 der erste Wiener Hof des Stiftes Göttweig. Im Jahr 1651 wurde der Hof an das Adelsgeschlecht Puchheim verkauft, bereits im Jahr 1655 wechselte er wieder den Besitz und befand sich fortan im Eigentum des Adelsgeschlechts Colloredo, welches später auch das Palais Colloredo im 4. Wiener Gemeindebezirk Wieden errichten ließ. Die Familie Colloredo blieb rund 200 Jahre lang Eigentümer des Hauses, 1797 ließ sie es erstmals umbauen.
Im Jahr 1812 begann mit dem Einzug der Wiener Börse in das Haus Colloredo eine Assoziation, die bis 1854 andauern sollte. Ebenfalls eingemietet waren Kanzleien des Großhandels- und Bankhauses Arnstein & Eskeles. Schließlich erstand Ludwig Freiherr von Pereira-Arnstein das Grundstück und das Gebäude im Jahr 1841.

### Im Besitz der Familie Pereira-Arnstein
Unter der Ägide von Ludwig Freiherr von Pereira-Arnstein wurde das bestehende Haus Colloredo abgerissen und durch einen von Ludwig von Förster entworfenen Neubau im spätklassizistischen Stil ersetzt – das heutige Palais Pereira. Der Architekt von Förster war neben dem Palais Pereira auch für die Planung der Villa Pereira in St. Andrä-Wördern verantwortlich. Nach der Fertigstellung im Jahr 1843 bezog die Wiener Börse die neu entstandenen Räumlichkeiten in der Weihburggasse 4 / Rauhensteingasse 2. Der Koch und Unternehmer Franz Sacher besaß ab 1850 ein Delikatessen- und Weingeschäft im Palais. Die Pianistin und Salonnière Henriette von Pereira-Arnstein veranstaltete im neuen Gebäude zahlreiche literarisch-musikalische Soiréen, denen unter anderem Beethoven, Grillparzer und Mendelssohn Bartholdy beiwohnten.

### RAS bis Familie Zwieback
Nach der Auflassung des Großhandels- und Bankhauses Arnstein & Eskeles im Jahr 1848 und dem Tod Ludwigs von Pereira-Arnstein im Jahr 1858 ging das mittlerweile stark renovierungsbedürftige Palais im Jahr 1876 in den Besitz der italienischen Versicherungsgesellschaft Riunione Adriatica di Sicurtà über. Die RAS ließ das Haus renovieren und nützte es fortan als Büro ihrer Wiener Niederlassung. Ab dem Jahr 1890 dient das Palais als Hauptquartier der neugegründeten Interunfall Versicherung, einer Tochtergesellschaft der RAS.
Nach dem Umzug der Interunfall in die Tegetthoffstraße im Jahr 1913 ging das Haus in den Besitz des Bekleidungsgeschäftes Ludwig Zwieback & Bruder über, das auch das Nebengebäude, das sogenannte Zwiebackhaus, besaß. 1922 wurde im Erdgeschoß nach Plänen von Friedrich Ohmann das im Jugendstil gehaltene Café Zwieback eröffnet, aus dem im Jahr 1933 das Restaurant Zu den drei Husaren wurde. Das Lokal entwickelte sich zu einem populären Treffpunkt der Wiener Gesellschaft.

### „Arisierung“ bis Gegenwart
Die „Arisierung“ der Besitzungen der Familie Zwieback nach dem „Anschluss“ Österreichs an NS-Deutschland im Jahr 1938 betraf auch das Palais Pereira, das in den Besitz der Zentralsparkasse der Gemeinde Wien überging. Das Lokal Zu den drei Husaren blieb – mit Ausnahme einer kriegsbedingten Pause von 1943 bis 1951 – als populäres Nobelrestaurant bestehen. Von 1979 bis 1993 wurde es von der Familie Plachutta geführt, im Jahr 2010 wurde es nach dem Konkurs der Betreibergesellschaft geschlossen.
Das Palais Pereira befindet sich heute im Besitz einer Immobiliengesellschaft, seit 2017 werden die Gastronomie-Räumlichkeiten von der Café-Konditorei Wilhelm J. Sluka genützt. Ausgangspunkt dieser Nutzung war eine von Manfred Wehdorn geleitete Restauration der ursprünglichen Jugendstil-Ausstattung des Café Zwieback. Im Rahmen dieser Restauration wurde ein Großteil der historischen Räumlichkeiten auf Basis von Originalplänen Friedrich Ohmanns wiederhergestellt. Heute unterhält des Weiteren auch der österreichische Juristenverband seinen Sitz im Palais.

## Architektur
Das Palais ist im Stil des Spätklassizismus gehalten. Über einem mittlerweile veränderten Sockel mit Rundbogenarkaden erheben sich Obergeschoße mit additiv gegliederten und gerade verdachten Fenstern. Der Balkon wird von Konsolen getragen, seine Brüstung ist durchbrochen. Im großen Innenhof mit genutet gequadertem Erdgeschoß werden die Fassaden durch Kordongesimse gegliedert, an den Schmalseiten mit übereinandergestellten Rundbögen mit Kämpfern. Ein im Innenhof befindlicher Brunnen in maurischen Formen mit einer Rebekkastatue von Adam Rammelmayer ist nicht erhalten geblieben. Der gastronomisch genutzte Bereich im Erdgeschoß des Palais ist im Jugendstil gehalten. Zentrale Bereiche sind das Spiegeloktogon, der Wintergarten sowie der mit einer bemalten Eisen-Glas-Konstruktion überdachte Logenhof.